# Josef Ständer

Josef Ständer

Josef Benno Ständer (* 24. Dezember 1894 in Kirchworbis; † 7. März 1976 in Gildehaus) war ein deutscher Arzt und Politiker (NSDAP) und MdR.

## Leben und Beruf
Der Sohn einer katholischen Lehrerfamilie aus dem Eichsfeld studierte nach dem Besuch eines Gymnasiums in Duderstadt ab 1913 Medizin, von 1915 bis 1919 unterbrochen durch den Fronteinsatz im Osten, bei dem er kriegsbeschädigt und ausgezeichnet wurde. 1920 wurde er in Kiel promoviert. 1921 heiratete er die Bentheimer Gastwirts- und Kaufmannstochter Aleida Lenzing. Das Paar hatte drei Söhne. Im selben Jahr ließ sich Ständer in Ochtrup als praktischer Arzt nieder; kurze Zeit später erfolgte ein Umzug nach Bentheim. 1927 kaufte er eine Praxis im benachbarten Gildehaus, wo er sich auf Beinleiden spezialisierte.
Nach seiner Internierung und Strafverbüßung nahm er 1952 seine Praxis in Gildehaus wieder auf.

### Öffentliches Wirken
Ständer trat am 1. November 1925 in die NSDAP ein, nachdem er sich wegen des Parteienverbots nach dem Hitlerputsch bereits seit 1923 in einem Sammelbecken nationalsozialistisch-völkischer Kräfte im Wahlkreis Weser-Ems, dem als NSDAP-Tarnorganisation geltenden Völkisch-Sozialen Block betätigt hatte. Ständer, unterstützt durch seine ebenfalls in der NSDAP aktive Frau, seinen Schwager und seinen Bruder, rasch in die Führungsriege der NS-Politiker des Kreises auf. 1930 wurde er NSDAP-Kreisleiter für den Bezirk 26 (Bentheim-Lingen), wobei Lingen im Sommer 1932 selbstständig wurde. 1931 wurde er zum SA-Standartenarzt der Standartenarzt ernannt.
Der Kreisleiter galt als ein machtbewusster und fanatischer Nationalsozialist, der keinerlei Widerspruch duldete. Dies bekamen selbst Parteifreunde mit abweichenden Meinungen zu spüren, noch mehr allerdings politische Gegner wie der Gildehauser DVP-Bürgermeister Ernst Buermeyer, gegen den der er eine weitreichende Schmutzkampagne führte. So war die Gleichschaltung in der Grafschaft Bentheim 1933 besonders aufsehenerregend, was ein Eingreifen höherer Instanzen notwendig machte, um die Gemüter zu beruhigen. Trotzdem wurde Ständer im November 1933 in den gleichgeschalteten Reichstag „gewählt“, dem er bis 1945 angehörte. Im März 1933 kam er für die NSDAP bereits in den Kreisausschuss sowie in den Hannoverschen Provinziallandtag, der ihn zu einem von sechs stellvertretenden Mitgliedern der Provinz Hannover im Preußischen Staatsrat wählte.
1936 trat Ständer offiziell aus der katholischen Kirche aus, nachdem er schon lange alle Verbindungen zu ihr gelöst hatte. Seitdem bezeichnete er sich als „gottgläubig“. Seine schulpflichtigen Kinder ließ er auf der Napola Haselünne erziehen, für die das dortige Ursulinenkloster 1941 aufgelöst worden war.
1940/41 gab er vorübergehend sein Kreisleiteramt ab, da er als Arzt am Westfeldzug teilnahm. Nachdem er als unabkömmlich klassifiziert wurde, kehrte er in die Grafschaft zurück und machte durch antijüdische Hetze sowie durch seine Rolle als „Kunstmäzen“ von sich reden.
Ein Schwager Ständers war Führer des Bentheimer SA-Sturms und an der Zerstörung der Bentheimer Synagoge beteiligt, ein anderer Schwager Führer der Kreis-NS-Volkswohlfahrt, seine Frau Leiterin der NS-Frauenschaft in Gildehaus. 1943 wurden unter Beteiligung des Ehepaars Ständer vor dessen Wohnhaus einem jungen deutschen Mädchen, das in Verdacht stand, Kontakt zu einem Kriegsgefangenen zu haben, die Haare abgeschnitten. Anschließend wurde das Mädchen mit einem Schild um den Hals unter großer Beteiligung der Bevölkerung im Fackelzug durch das Dorf getrieben. Unmittelbar nach dem Marsch nahm die Gestapo das Mädchen in Gewahrsam und brachte es in ein Konzentrationslager.
Im Juni 1945 verhaftet, kam Ständer bis Ende November 1948 u. a. in das Lager Recklinghausen. Nach seiner vorläufigen Entlassung kehrte er nach Gildehaus zurück, was in der Bevölkerung der Grafschaft höchste Empörung hervorrief und zahlreiche Drohungen und Eingaben auslöste, die seine Entfernung aus der Grafschaft forderten. So wurde ihm wie seiner Familie vorgeworfen, weiterhin fanatische Nationalsozialisten zu sein. Ein jüdischer Überlebender sprach vor dem Bielefelder Spruchgericht von einer „Familien–GmbH“, die quasi die Kreisleitung dargestellt habe und ohne deren Billigung kaum etwas im Kreis geschehen konnte.
Die Proteste des Gemeinderats und des Kreistags gegen eine Rückkehr der Familie Ständer waren letztlich vergeblich.
Die Spruchkammer Bielefeld verurteilte ihn im Dezember 1948, vor allem wegen seiner Zugehörigkeit zum Korps der politischen Leiter, zu vier Jahren Gefängnis, was wegen seiner Milde im Landkreis kritisiert wurde. Doch blieb dies nicht das letztliche Urteil. In seinem Entnazifizierungsbescheid vom Oktober 1950 wurde Ständer als „wesentlicher Förderer des Nationalsozialismus“ in die Kategorie III eingestuft, wobei ihm untersagt wurde, im öffentlichen Dienst, als Jugenderzieher und in leitender Tätigkeit zu arbeiten. Zudem wurde ihm das aktive und passive Wahlrecht entzogen.
Der Revisionsprozess gegen Ständer und seine Ehefrau, die wegen Verbrechen gegen die Menschlichkeit, Beihilfe zur Unterschlagung und Hehlerei angeklagt waren, endete im März 1950 zunächst mit einem Freispruch für die Ehefrau und zwei Jahren Gefängnis für Ständer wegen Verbrechens gegen die Menschlichkeit in Tateinheit mit Hehlerei, da er seine Hoffläche mit den Grabsteinen des geschändeten jüdischen Friedhofs gepflastert hatte. Nachdem sogar der Bundesgerichtshof mit der Sache beschäftigt worden war und den Vorwurf des Verbrechens gegen die Menschlichkeit fallen gelassen hatte, wurde Ständer schließlich im Juni 1952 wegen Hehlerei zu einem Jahr Gefängnis verurteilt. Der nordrhein-westfälische Ministerpräsident gewährte eine bedingte Strafaussetzung bei dreijähriger Bewährungsfrist, lehnte aber die Übernahme der Prozesskosten durch den Staat ab.
So nahm Ständer noch 1952 seine Praxis für Venenleiden in Gildehaus wieder auf.

## Werke
- Die geschichtliche Entwicklung der NSDAP im Kreise Grafschaft Bentheim. In: Grafschafter Heimatkalender 1936. Das Bentheimer Land, Band 11. Bentheim 1935, S. 26–28.